# Île Wrangel
Cet article concerne l'île arctique russe. Pour l'île du Sud-Est de l'Alaska, voir île Wrangell. Pour les homonymes, voir Wrangel.
L'île Wrangel (en russe : Остров Врангеля, Ostrov Vrangelia, en tchouktche : Умӄиԓир, Umqiḷir), est une île russe de la mer des Tchouktches, mer bordière de l'océan Arctique, à 143 km de la côte sibérienne dont elle est séparée par le détroit de Long (en russe : Пролив Лонга). La côte ouest de l'île borde la mer de Sibérie orientale. D'une longueur de 143 km et d'une largeur de 81 km, elle couvre une superficie de 7 608 km2. L'île dépend administrativement du district autonome de Tchoukotka.

## Toponyme
En tchouktche, l'île se nomme Умӄиԓир (romanisé en Umqiḷir).
L'île doit son nom russe et français au baron Ferdinand von Wrangel (1797-1870) un explorateur ayant entrepris en vain trois voyages successifs (en 1821, 1822 et 1823) pour tenter de découvrir l'île après avoir observé des vols d'oiseaux se dirigeant vers le nord et interrogé la population des Tchouktches. L'île sera baptisée en son honneur par le chasseur de baleines américain Thomas Long, qui en fit officiellement la découverte en 1867,.

## Histoire

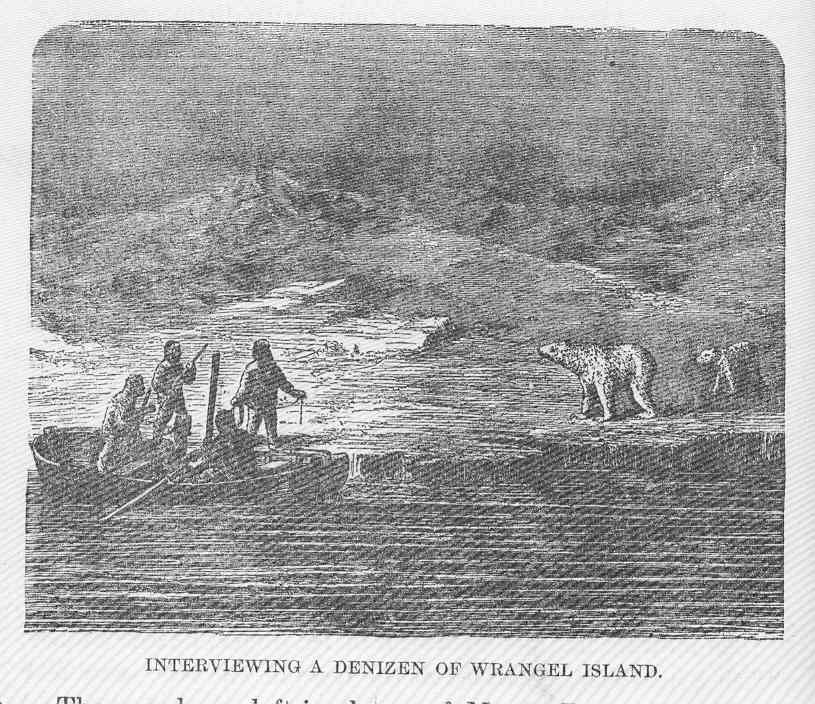
Reconnaissance de l'île Wrangel, illustration de Raymond Lee Newcomb, 1882.
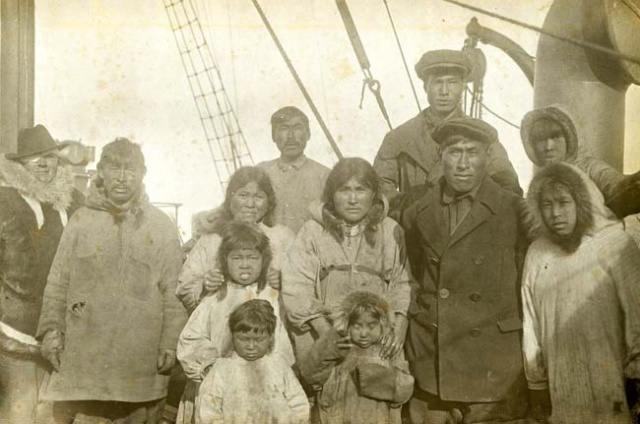
Inuits de l'île Wrangel à bord du brise-glace soviétique Krasny Oktiabr, 1924.

Dans les années 1850, un marchand allemand, Eduard Dallman, à bord de son navire le « Talbot », réussit à y débarquer sur la côte Est, mais ce fait ne sera connu que 15 ans plus tard, après la découverte de l'île en 1867 par le chasseur de baleines américain Thomas Long qui la reconnut à bord de son navire le « Nile », et qui n'y débarqua donc pas. 
En août 1881, les États-Unis revendiquent l'île, à une époque où les baleiniers américains sont nombreux. Une expédition russe est envoyée sur l'île en 1911, qui l'annexe en 1914, mais plusieurs pays, tirant profit de la guerre civile russe (1918-1920), déposent des prétentions sur le territoire. L'explorateur canadien d'origine islandaise Vilhjalmur Stefansson envoie une équipe sur l'île en 1921, avec l'intention de la revendiquer pour le Canada, mais, à l'exception d'une membre, Ada Blackjack,  toute l'équipe périt.
En 1924, le brise-glace soviétique Krasny Oktyabr est envoyé par le gouvernement soviétique pour revendiquer l'île et expulser les étrangers qui s'y sont établis. Parti de Vladivostok le 27 juillet 1924, il franchit le détroit de Béring le 10 août, se fraie un chemin à travers une banquise épaisse, atteint l'île à la baie Rogers le 19 août et hisse le drapeau soviétique le lendemain. Le voyage de retour vers la Tchoukotka est particulièrement difficile à cause de l'épaisseur de la glace, des vents de nord-ouest et du manque de charbon. Alors que le navire faisait ses préparatifs d'hivernage, un soudain radoucissement du temps lui permettra d'atteindre les eaux libres et de repasser le détroit de Béring le 27 septembre. Il se trouve de nouveau face à une barrière de glace et, le 3 octobre, débarque au petit port d'Ouelen où l'épave d'un schooner américain, abandonné là en 1923, lui fournit le bois nécessaire pour ses chaudières ; le capitaine Davydov en profite également pour acheter un stock de bois flotté accumulé par les Tchouktches. À Wrangel, l'expédition soviétique expulse par la force une petite colonie d'Inuits établie là par les États-Unis en 1923 et réaffirme sa souveraineté. 
La revendication des États-Unis n'a jamais été officiellement abandonnée, quoique Washington n'ait pas protesté contre le démantèlement de son poste. En 1926, l'URSS fonde une colonie permanente sur l'île, où se trouvent aujourd'hui un poste commercial et une station météorologique (Ouchakovskoïe). Le traité frontalier de 1990 entre les États-Unis et l'URSS met implicitement fin à la dispute. L'île a abrité une cité militaire et un aérodrome qui sont démantelés en 1992. Une nouvelle base nommée Étoile polaire est installée en 2014. C'est la première cité de ce type mise en service en Arctique. Son architecture permet aux militaires de se déplacer librement entre les bâtiments sans sortir. Elle est composée de blocs résidentiel, administratif et technique. Elle dispose également d’un accès à Internet[réf. souhaitée].

## Géographie

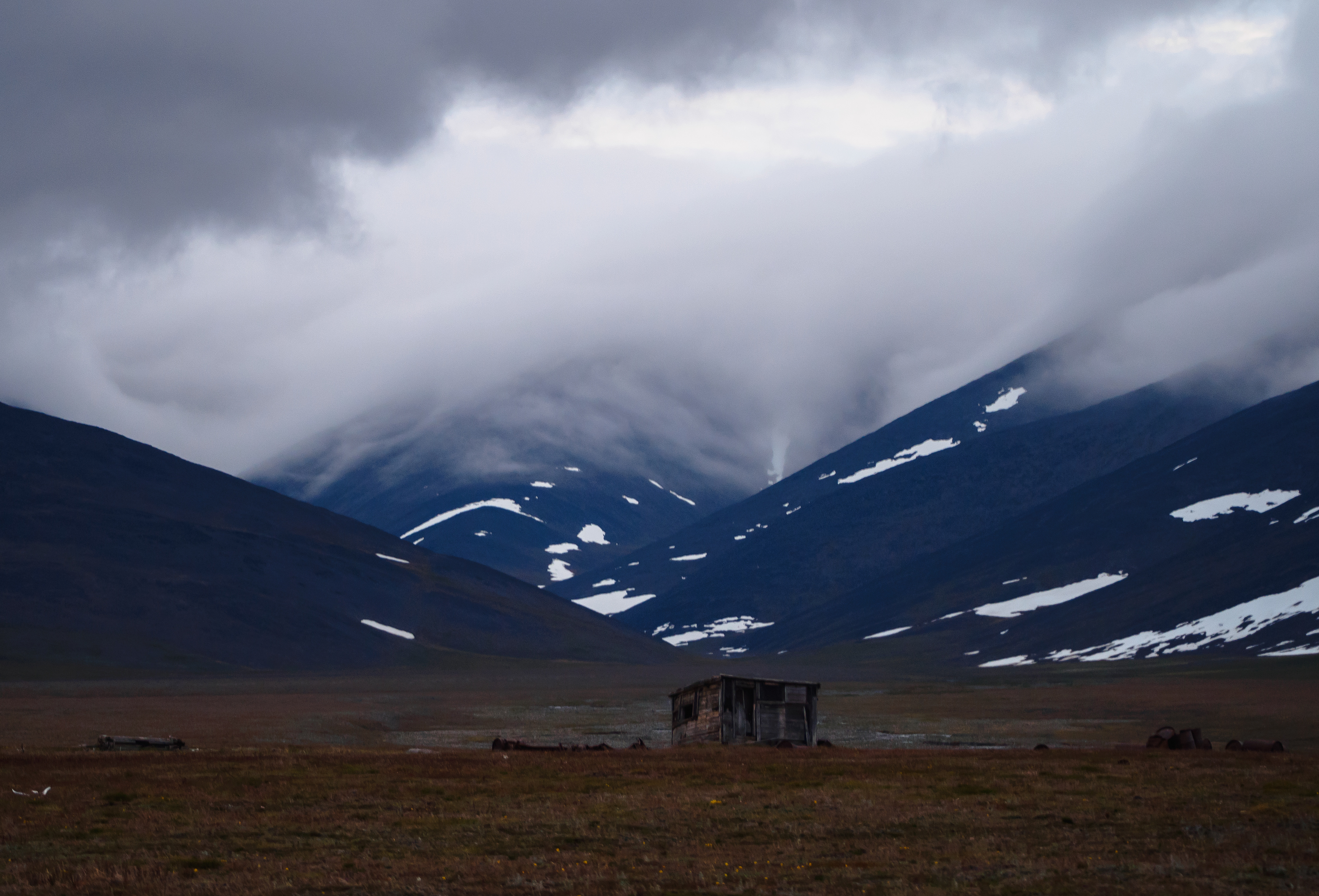
Montagnes de l'île Wrangel, 28 juillet 2018.
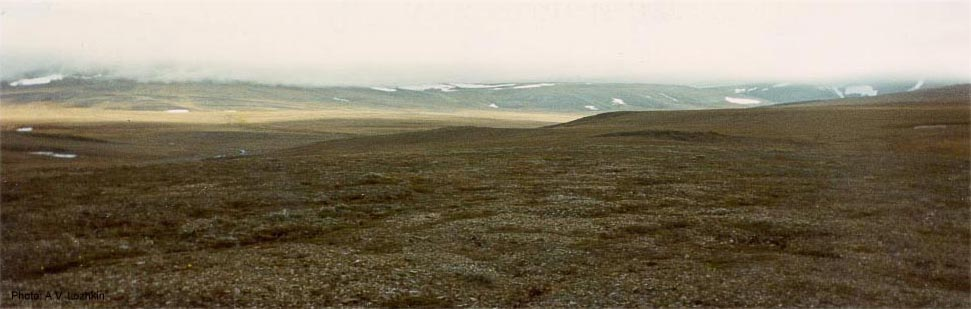
Paysage de toundra sur l'île Wrangel, 7 août 2006.

L'île est couverte dans sa partie centrale et méridionale par deux massifs montagneux érodés d'orientation est-ouest. Le point culminant de l'île, le mont Sovetskaïa (1 093 m), est situé dans le sud de l'île. Les montagnes du centre sont parcourues par de nombreuses vallées protégées et bénéficiant de conditions climatiques comparativement plus clémentes durant le bref été arctique. La moitié nord de l'île consiste en de vastes plaines basses parsemées de nombreux lacs et cours d'eau (5 d'entre eux ayant plus de 50 km de long). Des plaines de toundra moins étendues couvrent le littoral sud. Les rivages sont variés, avec de hautes falaises, des lagons côtiers, des marais et des plages de sable, rochers ou galets.

## Écosystème

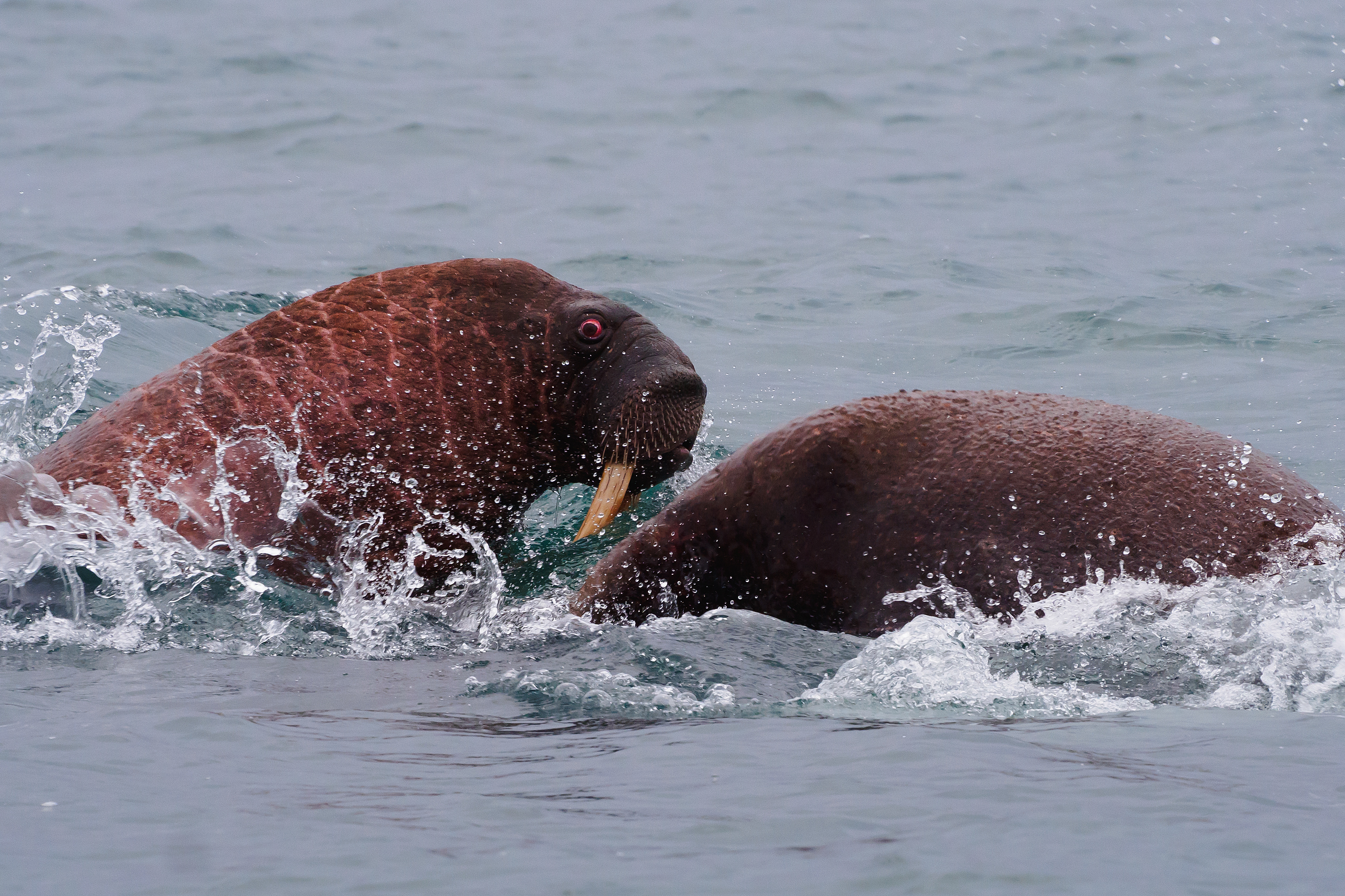
Morses de l'île Wrangel, 28 août 2018.

Le système naturel de la réserve de l'île Wrangel, inscrit sur la liste du patrimoine mondial de l'UNESCO en 2004, comprend l'île Wrangel, l'île Herald, îlot rocheux situé 60 km à l'est de l'île Wrangel, et une zone maritime de 22 km autour de chaque île pour une superficie totale de 19 163 km2.
L'île constitue également une écorégion terrestre selon la classification du Fonds mondial pour la nature sous le nom de « désert arctique de l'île Wrangel ». Elle appartient au biome de la toundra de l'écozone paléarctique.
La réserve de l’île Wrangel est un écosystème insulaire autonome. Il a subi un long processus d’évolution ininterrompu par la glaciation qui a recouvert la majeure partie de l’Arctique durant le Quaternaire. Le nombre et le type d’espèces de plantes endémiques, la diversité des communautés de plantes, la succession rapide et les mosaïques de types de la toundra, la présence de défenses et de crânes relativement récents de mammouths (l'île serait en effet le lieu où les derniers mammouths laineux auraient survécu, puis finalement disparu vers 2000 av. J.-C.), la gamme des types de terrains et des formations géologiques sur un petit espace géographique sont autant de témoins de l’histoire naturelle riche de Wrangel et de sa place unique dans l’évolution de l’Arctique.
En outre, le processus se poursuit comme on peut l’observer, par exemple, avec les densités exceptionnellement élevées et les comportements particuliers des populations de lemmings de Wrangel par rapport aux autres populations arctiques ou dans les adaptations physiques des rennes de Wrangel qui pourraient désormais faire partie d’une population distincte de celles du continent. Les stratégies d’interaction entre les espèces sont extrêmement au point et sont visibles dans toute l’île, en particulier près des nids des harfangs des neiges, qui font office de protectorat pour d’autres espèces et de balises pour les espèces migratrices, autour des tanières des renards.
La réserve de l'île Wrangel jouit du plus haut niveau de biodiversité dans le haut Arctique. L'île est l'aire de nidification de la seule population asiatique de l'oie des neiges qui est en train de lentement se reconstituer à partir de niveaux extrêmement bas. Le milieu marin est un site de nourrissage de plus en plus important pour la baleine grise qui migre depuis le Mexique (certaines depuis un autre bien du patrimoine mondial, le sanctuaire de baleines d’El Vizcaíno au Mexique). Les îles abritent les plus grandes colonies d’oiseaux marins de la mer des Tchouktches et constituent les sites de nidification les plus septentrionaux pour plus de 100 espèces d’oiseaux migrateurs, dont plusieurs en danger comme le faucon pèlerin. Elles possèdent d’importantes populations d’espèces d’oiseaux résidents de la toundra, mêlées à des espèces migratrices de l’Arctique et d’ailleurs et présentent la plus haute densité de tanières ancestrales de l’ours blanc.
L'île Wrangel s’enorgueillit de posséder la plus grande population de morses du Pacifique avec quelque 100 000 animaux qui se rassemblent en tout temps, dans l’une des importantes colonies côtières de l’île. Étant donné que l’île Wrangel contient une haute diversité d’habitats et de climats et que les conditions varient considérablement d’un endroit à l’autre, il n'y a pratiquement jamais eu d'échec total de la reproduction d’une espèce. Compte tenu de la relativement petite taille de la région, c'est extrêmement peu habituel dans le haut Arctique.

## Les derniers mammouths

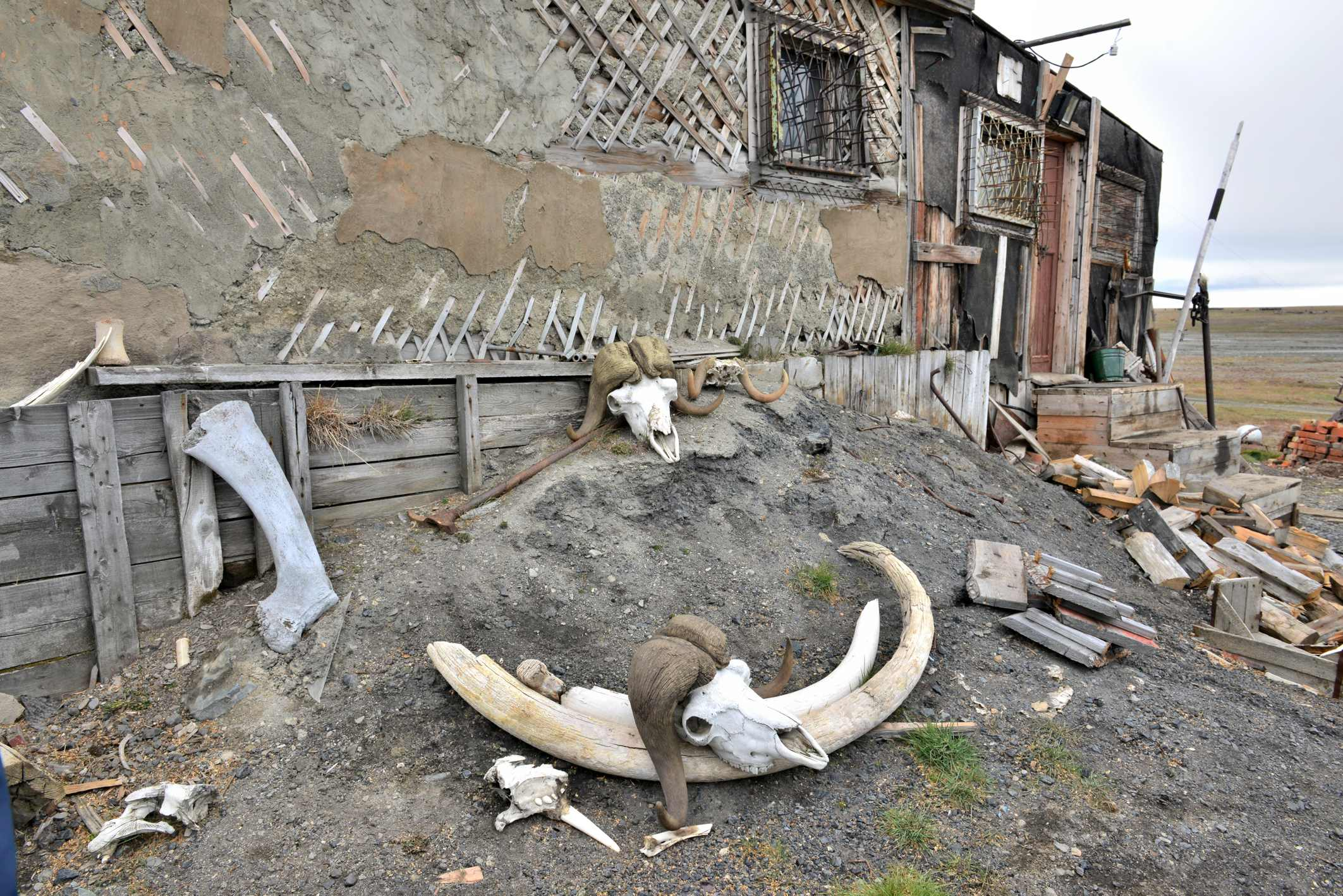
Os de mammouths et de bœufs musqués sur l'île.

Une étude conduite par des chercheurs de l'Université de Californie à Berkeley et publiée en mars 2017 par PLOS Genetics a porté sur le dernier groupe d'environ 300 mammouths laineux du genre Mammuthus primigenius survivants il y 4 300 ans, isolés par la montée de la mer sur l'île plusieurs milliers d'années après le début de la déglaciation (qui a commencé il y a 11 700 ans environ). On remarque que les mammouths ont survécu plusieurs siècles après la construction de la pyramide de Khéops.
Leur génome a été comparé à celui de mammouths continentaux vivant il y a 45 000 ans. Selon les généticiens, celui des individus insulaires contenait un grand nombre de « mauvais gènes » (mutations délétères) et de codons anormaux susceptibles  notamment d'avoir fait perdre à ces mammouths leur odorat, d’inhiber leur comportement sexuel et social. Une mutation dans une partie du génome (FOXQ1) s’est probablement traduite par une fourrure de même couleur, mais brillante (satinée) et translucide.  
C’est une des rares études rétrospectives décrivant la façon dont les génomes changent à mesure qu'une espèce disparaît. 
Ces mutations apparues après que les mammouths ont déjà disparu du continent ne semblent pas uniquement dues à la consanguinité mais surtout à une moindre sélection naturelle au sein d’une population réduite. Elles seront mieux comprises avec un plus grand nombre d’analyses génétiques, mais selon le paléontologue MacPhee, cette étude nous apprend  peut-être quelque chose d'important sur ce qui se passe actuellement au sein des populations de mammifères menacées  par ce type d’isolement et de raréfaction.

## Climat

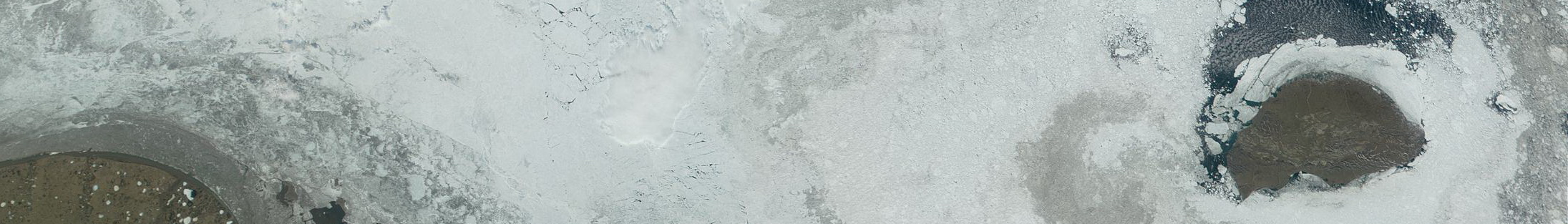
Commencement de la débâcle sur les côtes de Wrangel, 5 juillet 2001.

L'île Wrangel bénéficie d'un climat de type polaire. Les hivers sont très froids et les étés sont très frais. En février, le mois le plus froid, la température moyenne journalière est voisine de −25 °C. En juillet, le mois le plus chaud, la température moyenne journalière excède légèrement 0 °C. Les eaux froides de l'océan glacial Arctique jouent un rôle modérateur et contribuent à maintenir des températures basses toute l'année. Les précipitations sont faibles et ont lieu essentiellement en été. La neige ne recouvre le sol que 79 jours par an en moyenne. Le vent souffle avec vigueur une bonne partie de l'année (vitesse annuelle moyenne du vent : 5 m/s). Le brouillard est fréquent.
- Température record la plus froide : −57,7 °C (décembre 1926)
- Température record la plus chaude : 18,2 °C (juillet 1927)
- Nombre moyen de jours avec de la neige dans l'année : 158
- Nombre moyen de jours de pluie dans l'année : 57
- Nombre moyen de jours avec de l'orage dans l'année : 0
- Nombre moyen de jours avec du blizzard dans l'année : 71
- Nombre moyen de jours avec du brouillard dans l'année : 69

| Mois                                  | jan.     | fév.       | mars     | avril      | mai        | juin       | jui.      | août      | sep.       | oct.       | nov.       | déc.       | année            |
| ------------------------------------- | -------- | ---------- | -------- | ---------- | ---------- | ---------- | --------- | --------- | ---------- | ---------- | ---------- | ---------- | ---------------- |
| Température minimale moyenne (°C)     | −25,1    | −25,7      | −24,5    | −18,8      | −7,5       | −0,7       | 1,4       | 1,4       | −0,7       | −6,3       | −13,5      | −21        | −11,8            |
| Température moyenne (°C)              | −21,8    | −22,2      | −21      | −15,2      | −5,1       | 1,2        | 3,6       | 3,2       | 1          | −4,2       | −10,8      | −18,2      | −9,1             |
| Température maximale moyenne (°C)     | −18,5    | −18,7      | −17,4    | −11,7      | −2,5       | 3,8        | 6,5       | 5,6       | 2,8        | −2,5       | −8,4       | −15,5      | −6,4             |
| Record de froid (°C) date du record   | −42 1964 | −44,6 1966 | −45 1970 | −38,2 1984 | −31,5 1965 | −12,3 1954 | −4,9 1931 | −6,5 1946 | −21,4 1985 | −29,8 1928 | −34,9 1955 | −57,7 1926 | −57,7 15/12/1926 |
| Record de chaleur (°C) date du record | 1,5 1971 | −0,2 2014  | 0,2 1971 | 2,5 2009   | 9,6 1927   | 17,6 2015  | 18,2 1927 | 16,7 1936 | 12,7 2018  | 9,3 2018   | 2,4 2016   | 2 2007     | 18,2 19/7/1927   |
| Ensoleillement (h)                    | 2        | 59         | 195      | 267        | 199        | 233        | 226       | 125       | 73         | 50         | 4          | 0          | 1 433            |
| Précipitations (mm)                   | 9        | 10         | 8        | 7          | 8          | 9          | 22        | 22        | 16         | 16         | 12         | 9          | 148              |
| dont neige (cm)                       | 6        | 7          | 7        | 7          | 6          | 1          | 0         | 0         | 0          | 2          | 5          | 5          | 46               |
| Nombre de jours avec précipitations   | 0,1      | 0,2        | 0,03     | 0,3        | 4          | 9          | 14        | 17        | 11         | 2          | 1          | 0,2        | 59               |
| Humidité relative (%)                 | 79       | 80         | 80       | 81         | 85         | 87         | 88        | 89        | 86         | 81         | 79         | 79         | 83               |
| Nombre de jours avec neige            | 13       | 13         | 12       | 14         | 17         | 9          | 3         | 6         | 15         | 22         | 16         | 13         | 153              |
| Nombre de jours d'orage               | 0        | 0          | 0        | 0          | 0          | 0          | 0,03      | 0         | 0,03       | 0          | 0          | 0          | 0,1              |
| Nombre de jours avec brouillard       | 0        | 1          | 1        | 1          | 5          | 9          | 12        | 12        | 7          | 1          | 1          | 1          | 51               |

| Diagramme climatique                                  |              |             |             |           |          |          |          |           |            |             |           |
| J                                                     | F            | M           | A           | M         | J        | J        | A        | S         | O          | N           | D         |
| −18,5−25,19                                           | −18,7−25,710 | −17,4−24,58 | −11,7−18,87 | −2,5−7,58 | 3,8−0,79 | 6,51,422 | 5,61,422 | 2,8−0,716 | −2,5−6,316 | −8,4−13,512 | −15,5−219 |
| Moyennes : • Temp. maxi et mini °C • Précipitation mm |              |             |             |           |          |          |          |           |            |             |           |

## Tourisme
Des habitations modulaires ont été construites sur l'île en 2012 et ont dû accueillir leurs premiers touristes durant la saison 2013.